# Earl of Breadalbane and Holland

Wappen der Earls of Breadalbane and Holland

Earl of Breadalbane and Holland ist ein aktuell ruhender erblicher Adelstitel in der Peerage of Scotland.
Familiensitz der Earls war bis 1922 Taymouth Castle bei Kenmore in Perth and Kinross.

## Verleihung, nachgeordnete und weitere Titel
Im Jahr 1672 hatte sich George Sinclair, 6. Earl of Caithness hoch bei Sir John Campbell, 5. Baronet verschuldet, übertrug ihm den Besitz seiner Ländereien und stimmte zu, dass sein Earldom bei seinem Tod an diesen fallen solle. Nach dem Tod des Earls 1677 stellte König Karl II. Campbell am 28. Juni 1677 eine entsprechende Ernennungsurkunde aus, mit der er diesen zum Earl of Caithness mit den nachgeordneten Titeln Viscount of Breadalbane und Lord St. Clair of Berriedale and Glenurchy erhob. Der Sohn und Erbe des 6. Earls erwirkte jedoch, dass ihm von Gesetzes wegen der Titel als 7. Earl zuerkannt und die Ländereien seines Vaters übergeben wurden. 
Campbell verzichtete schließlich auf das Earldom Caithness und bekam stattdessen am 13. August 1681 den Titel Earl of Breadalbane and Holland verliehen, zusammen mit den nachgeordneten Titeln Viscount of Tay and Paintland und Lord Glenorchy, Benederaloch, Ormelie and Weick. Die Verleihung der Titel erfolgte mit der besonderen Vermerk, dass diese hinsichtlich der Protokollarischen Rangordnung als bereits am 28. Juni 1677 verliehen gelten solle, sowie dass die Titel in Ermangelung eigener männlicher Nachkommen auch an seine sonstigen männlichen Erben vererbbar seien. Campbell hatte bereits 1670 von seinem Vater den Titel Baronet, of Glenorchy in the County of Perth, geerbt, der am 29. Mai 1625 in der Baronetage of Nova Scotia seinem Urgroßvater verliehen worden war.
Als sein Enkel, der 3. Earl, am 26. Januar 1782 starb ohne männliche Nachkommen zu hinterlassen, erlosch seine Nachkommenlinie und die Titel fielen gemäß der besonderen Erbregelung an dessen Cousin dritten Grades als 4. Earl. Dieser wurde am 13. November 1806 in der Peerage of the United Kingdom auch zum Baron Breadalbane, of Taymouth Castle in the County of Perth, sowie am 12. September 1831 zum Marquess of Breadalbane und Earl of Ormelie erhoben. Mit diesen Titeln war ihm Gegensatz zu seinen schottischen Titeln ein erblicher Sitz im britischen House of Lords verbunden. Diese drei Titel erloschen beim kinderlosen Tod von dessen Sohn, dem 2. Marquess, am 8. November 1862. Das Earldom Breadalbane and Holland und die übrigen schottischen Titel fielen an dessen Großonkel 5. Grades als 6. Earl.
Dessen Sohn, der 7. Earl, wurde am 25. März 1873 in der Peerage of the United Kingdom zum Baron Breadalbane, of Kenmore in the County of Perth, und am 11. Juli 1885 zum Marquess of Breadalbane und Earl of Ormerlie, in the County of Caithness, erhoben. Als er bei seinem Tod am 19. Oktober 1922 keine männlichen Nachkommen hinterließ, erloschen diese Titel. Das Earldom Breadalbane and Holland und die übrigen schottischen Titel fielen an dessen Neffen als 8. Earl.
Seit dem kinderlosen Tod des 10. Earls am 15. Dezember 1995 ruhen die Titel, da bislang kein berechtigter Erbe seinen Titelanspruch wirksam vor dem Court of the Lord Lyon nachweisen konnte.

## Liste der Earls of Breadalbane and Holland (1677)
- John Campbell, 1. Earl of Breadalbane and Holland (1635–1717)
- John Campbell, 2. Earl of Breadalbane and Holland (1662–1752)
- John Campbell, 3. Earl of Breadalbane and Holland (1692–1782)
- John Campbell, 1. Marquess of Breadalbane, 4. Earl of Breadalbane and Holland (1762–1834)
- John Campbell, 2. Marquess of Breadalbane, 5. Earl of Breadalbane and Holland (1796–1862)
- John Campbell, 6. Earl of Breadalbane and Holland (1824–1871)
- Gavin Campbell, 1. Marquess of Breadalbane, 7. Earl of Breadalbane and Holland (1851–1922)
- Iain Campbell, 8. Earl of Breadalbane and Holland (1885–1923)
- Charles Campbell, 9. Earl of Breadalbane and Holland (1889–1959)
- John Campbell, 10. Earl of Breadalbane and Holland (1919–1995) (Titel ruht)